# Председник Владе Румуније
| Од                  | До                  | Име                                       |
| ------------------- | ------------------- | ----------------------------------------- |
| 15. фебруар 1862.   | 20. јун 1862.       | Барбу Катарђу                             |
| 20. јун 1862.       | 24. октобар 1863.   | Николае Крецулеску                        |
| 24. октобар 1863.   | 6. фебруар 1865.    | Михаил Когалничану                        |
| 6. фебруар 1865.    | 24. мај 1866.       | Николае Крецулеску                        |
| 24. мај 1866.       | 28. јул 1866.       | Ласкар Катарђу                            |
| 28. јул 1866.       | 13. март 1867.      | Принц Јон Гика                            |
| 13. март 1867.      | 26. новембар 1867.  | Николае Крецулеску                        |
| 26. новембар 1867.  | 12. мај 1868.       | Штефан Голеску                            |
| 12. мај 1868.       | јул 1868.           | Николае Константин Голеску                |
| јул 1868.           | 28. новембар 1868.  | Јон К. Братјану                           |
| 28. новембар 1868.  | 14. фебруар 1870.   | Принц Димитрије Гика                      |
| 14. фебруар 1870.   | 1. мај 1870.        | Александру Г. Голеску                     |
| 1. мај 1870.        | 26. децембар 1870.  | Манолаке Костаке Епурјану                 |
| 26. децембар 1870.  | 24. март 1871.      | Принц Јон Гика                            |
| 24. март 1871.      | 17. април 1876.     | Ласкар Катарђу                            |
| 17. април 1876.     | 6. мај 1876.        | Еманоил Јон Флореску                      |
| 6. мај 1876.        | 5. август 1876.     | Манолаке Констаке Епурјану                |
| 5. август 1876.     | 19. април 1881.     | Јон К. Братјану                           |
| 19. април 1881.     | 21. јун 1881.       | Димитрије Братјану                        |
| 21. јун 1881.       | 13. април 1888.     | Јон К. Братјану                           |
| 13. април 1888.     | 11. април 1889.     | Теодор Росети                             |
| 11. април 1889.     | 2. март 1891.       | Ласкар Катарђу                            |
| 2. март 1891.       | 29. децембар 1891.  | Еманоил Јон Флореску                      |
| 29. децембар 1891.  | 15. октобар 1895.   | Ласкар Катарђу                            |
| 15. октобар 1895.   | 2. децембар 1896.   | Димитрије Стурдза                         |
| 2. децембар 1896.   | 12. април 1897.     | Петре С. Аурелијан                        |
| 12. април 1897.     | 23. април 1899.     | Димитрије Стурдза                         |
| 23. април 1899.     | 19. јул 1900.       | Принц Георге Кантакузино                  |
| 19. јул 1900.       | 27. фебруар 1901.   | Петре П. Карп                             |
| 27. фебруар 1901.   | 4. јануар 1906.     | Димитрије Стурдза                         |
| 4. јануар 1906.     | 24. март 1907.      | Принц Георге Кантакузино                  |
| 24. март 1907.      | 9. јануар 1909.     | Димитрије Стурдза                         |
| 9. јануар 1909.     | 14. јануар 1911.    | Јон И. К. Братјану                        |
| 14. јануар 1911.    | 10. април 1912.     | Петре П. Карп                             |
| 10. април 1912.     | 15. јануар 1914.    | Титу Ливију Мајореску                     |
| 15. јануар 1914.    | 9. фебруар 1918.    | Јон И. К. Братјану                        |
| 9. фебруар 1918.    | 15. март 1918.      | Александру Авереску                       |
| 15. март 1918.      | 24. октобар 1918.   | Александру Маргиломан                     |
| 24. октобар 1918.   | 14. децембар 1918.  | Константин Коанда                         |
| 14. децембар 1918.  | 1. октобар 1919.    | Јон И. К. Братјану                        |
| 1. октобар 1919.    | 9. децембар 1919.   | Артур Вајтојану                           |
| 9. децембар 1919.   | 19. март 1920.      | Александру Вајда-Воевод                   |
| 19. март 1920.      | 18. децембар 1921.  | Александру Авереску                       |
| 18. децембар 1921.  | 19. јануар 1922.    | Таке Јонеску                              |
| 19. јануар 1922.    | 30. март 1926.      | Јон И. К. Братјану                        |
| 30. март 1926.      | 4. јун 1927.        | Александру Авереску                       |
| 4. јун 1927.        | 21. јун 1927.       | Принц Барбу Штирбеј                       |
| 21. јун 1927.       | 24. новембар 1927.  | Јон И. К. Братјану                        |
| 24. новембар 1927.  | 11. новембар 1928.  | Винтила Братјану                          |
| 11. новембар 1928.  | 8. јун 1930.        | Јулију Манију                             |
| 8. јун 1930.        | 13. јун 1930.       | Георге Г. Миронеску                       |
| 13. јун 1930.       | 10. октобар 1930.   | Јулију Манију                             |
| 10. октобар 1930.   | 19. април 1931.     | Георге Г. Миронеску                       |
| 19. април 1931.     | 6. јун 1932.        | Николаје Јорга                            |
| 6. јун 1932.        | 19. октобар 1932.   | Александру Вајда-Воевод                   |
| 19. октобар 1932.   | 14. јануар 1933.    | Јулију Манију                             |
| 14. јануар 1933.    | 14. новембар 1933.  | Александру Вајда-Воевод                   |
| 14. новембар 1933.  | 29. децембар 1933.  | Јон Дука                                  |
| 29. децембар 1933.  | 3. јануар 1934.     | Константин Ангелеску                      |
| 3. јануар 1934.     | 28. децембар 1937.  | Георге Татареску                          |
| 28. децембар 1937.  | 11. фебруар 1938.   | Октавијан Гога                            |
| 11. фебруар 1938.   | 6. март 1939.       | Мирон Кристја                             |
| 7. март 1939.       | 21. септембар 1939. | Арманд Калинеску                          |
| 21. септембар 1939. | 28. септембар 1939. | Георге Арђешану                           |
| 28. септембар 1939. | 24. новембар 1939.  | Константин Арђетојану                     |
| 24. новембар 1939.  | 4. јул 1940.        | Георге Татареску                          |
| 4. јул 1940.        | 4. септембар 1940.  | Јон Ђигурту                               |
| 4. септембар 1940.  | 23. август 1944.    | Јон Антонеску                             |
| 23. август 1944.    | 27. август 1944.    | Јулију Манију                             |
| 27. август 1944.    | 2. децембар 1944.   | Константин Санатеску                      |
| 2. децембар 1944.   | 6. март 1945.       | Николае Радеску                           |
| 6. март 1945.       | 30. децембар 1947.  | Петру Гроза                               |
| 1. јануар 1948.     | 2. јун 1952.        | Петру Гроза                               |
| 2. јун 1952.        | 2. октобар 1955.    | Георге Георгију-Деж                       |
| 2. октобар 1955.    | 21. март 1961.      | Киву Стојка                               |
| 21. март 1961.      | 29. март 1974.      | Јон Георге Маурер                         |
| 29. март 1974.      | 29. март 1979.      | Манња Манеску                             |
| 29. март 1979.      | 21. мај 1982.       | Илије Вердец                              |
| 21. мај 1982.       | 22. децембар 1989.  | Константин Даскалеску                     |
| 26. децембар 1989.  | 1. октобар 1991.    | Петре Роман (привремени до 20. јуна 1990) |
| 1. октобар 1991.    | 4. новембар 1992.   | Теодор Столожан                           |
| 4. новембар 1992.   | 12. децембар 1996.  | Николае Вакароју                          |
| 12. децембар 1996.  | 30. март 1998.      | Виктор Чорбја                             |
| 30. март 1998.      | 15. април 1998.     | Гаврил Дежеу (привремени)                 |
| 15. април 1998.     | 14. децембар 1999.  | Раду Василе                               |
| 14. децембар 1999.  | 22. децембар 1999.  | Александру Атанасију (привремени)         |
| 22. децембар 1999.  | 28. децембар 2000.  | Мугур Исареску                            |
| 28. децембар 2000.  | 21. децембар 2004.  | Адријан Настасе                           |
| 21. децембар 2004.  | 28. децембар 2004.  | Еуђен Бежинарју (привремени)              |
| 28. децембар 2004.  | 22. децембар 2008.  | Калин Попеску-Таричеану                   |
| 22. децембар 2008.  | 6. фебруар 2012.    | Емил Бок                                  |
| 6. фебруар 2012.    | 9. фебруар 2012.    | Кетелин Предоју (привремени)              |
| 9. фебруар 2012.    | 7. мај 2012.        | Михај Резван Унгурјану                    |
| 7. мај 2012.        | 5. новембар 2015.   | Виктор Понта                              |
| 5. новембар 2015.   | 17. новембар 2015.  | Сорин Кимпеану (привремени)               |
| 17. новембар 2015.  | 4. јануара 2017.    | Дачијан Чиолош                            |
| 4. јануар 2017.     | 29. јун 2017.       | Сорин Гриндеану                           |
| 29. јун 2017.       | 15. јануар 2018.    | Михај Тудосе                              |
| 15. јануар 2018.    | 4. новембар 2019.   | Виорика Данчила                           |
| 4. новембар 2019.   | 7. децембар 2020.   | Лудовик Орбан                             |
| 7. децембар 2020.   | 23. децембар 2020.  | Николаје Чјука (привремени)               |
| 23. децембар 2020.  | 25. новембар 2021.  | Флорин Кицу                               |
| 25. новембар 2020.  | 12. јун 2023.       | Николаје Чјука                            |
| 12. јун 2023.       | 15. јун 2023.       | Кетелин Предоју (привремени)              |
| 15. јун 2023.       | 6. мај 2025.        | Марчел Чјолаку                            |
| 6. мај 2025.        | 23. јун 2025.       | Кетелин Предоју (привремени)              |
| 23. јун 2025.       | данас               | Илије Боложан                             |